# Street Scenes
Pour plus de détails, voir Fiche technique et Distribution.
Street Scenes est un film américain réalisé par Martin Scorsese, sorti en 1970.

## Synopsis
Un documentaire sur les manifestations du printemps 1970 à New York contre la guerre du Viêt Nam.
Le film se conclut par un débat auquel participent Martin Scorsese, Harvey Keitel, Jay Cocks et Verna Bloom.

## Fiche technique
- Titre : Street Scenes
- Réalisation : Martin Scorsese
- Photographie : Nancy Bennett, John Butman, Dick Catron, Frederick Elmes, Bill Etra, Tom Famighetti, Peter Flynn, Robert Foresta, David Freeberg, Tiger Graham, Fred Hadley, Tony Janetti, Arnold Klein, Don Lenzer, Ron Levitas, Didier Loiseau, David Ludwig, Harry Peck Bolles, Bob Pitts, Laura Primakoff, Peter Rea, Danny Schneider, Gordon Stein, Oliver Stone, Edward Summer, Bruce Tabor, Nat Tripp, Stanley Weiser et Bob Zahn
- Montage : Angela Kirby, Maggie Koven, Gerry Pallor, Peter Rea, Thelma Schoonmaker et Larry Tisdall
- Sociétés de production : New York Cinetracts Collective
- Pays de production :  États-Unis
- Genre : Documentaire
- Durée : 75 minutes
- Dates de sortie : 
  - États-Unis : 14 septembre 1970